# Pentacicola spinosus
Pentacicola spinosus är en insektsart som beskrevs av Sadao Takagi 1993. Pentacicola spinosus ingår i släktet Pentacicola och familjen pansarsköldlöss. Inga underarter finns listade i Catalogue of Life.